# Arthur Merghelynck

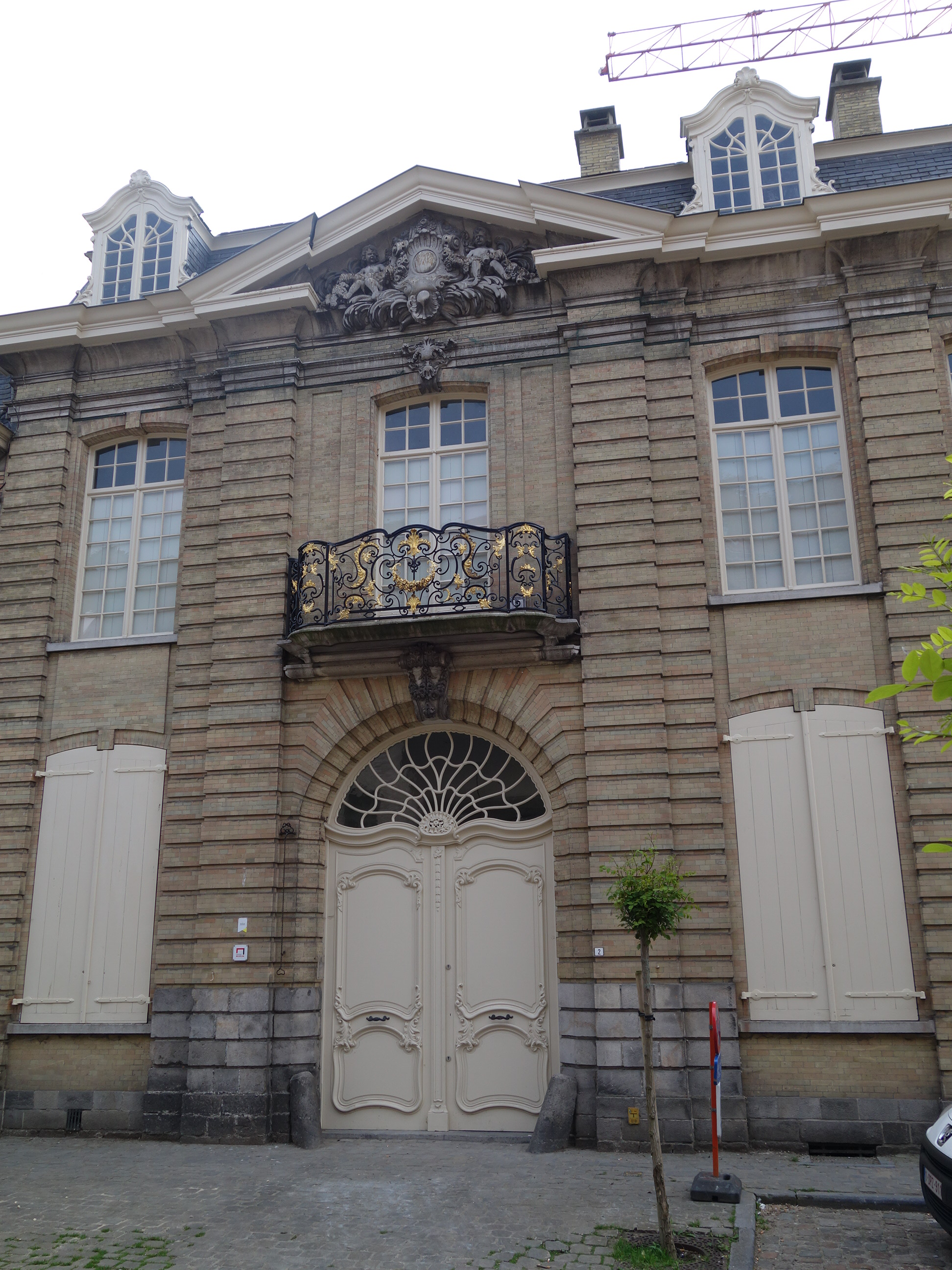
Hotel-Museum Arthur Merghelynck in Ieper

Jhr. Arthur Marie Auguste Charles Merghelynck (Ieper, 9 maart 1853 - Wulveringem, 14 juli 1908) was een Belgisch edelman, oudheidkundige, genealoog, mecenas en burgemeester van Wulveringem.

## Levensloop
Arthur Merghelynck was een zoon van Leopold Merghelynck, schepen van Ieper en van Elise Carton, dochter van de burgemeester van Ieper Henri Carton. Toen hij achttien werd, waren zijn ouders overleden en bevond hij zich aan het hoofd van een aanzienlijk fortuin.
Hij was de veertig voorbij toen hij trouwde met Julienne Flyps, een landbouwersdochter uit Langemark. Het echtpaar bleef kinderloos.
Merghelynck hield zich zijn leven lang onledig met archieven en historische opzoekingen. Hij was onbezoldigd stadsarchivaris van Veurne (1888-1897) en ook van Ieper (1892-1896). Gedurende achttien jaar werkte hij aan het verzamelen van archieven en gegevens over Ieper en omliggende. Alles werd door hem overgeschreven, geordend en geïnventariseerd om vervolgens onder de vorm van 555 volumes te worden geschonken aan de Koninklijke Bibliotheek van België in Brussel. Hij had hiervoor talrijke medewerkers in dienst genomen, hetzij vrijwilligers, hetzij door hem vergoede bezoldigden. Het gigantische werk is later van uitzonderlijk belang gebleken, aangezien de archieven van de stad en kasselrij Ieper tijdens de Eerste Wereldoorlog vernietigd werden.
Merghelynck was een groot verzamelaar van meubilair en oudheden. Hij stoffeerde er zijn eigen woning mee in Ieper, evenals het herenhuis destijds gebouwd door een voorvader dat hij had aangekocht, en het kasteel van Beauvoorde.
Het Hotel Merghelynck kocht hij aan in 1892 en het werd bijna onmiddellijk het openbare Merghelynck Museum, dat hij schonk aan de Koninklijke Academie van België. Het huis werd in de Eerste Wereldoorlog grondig vernield, maar weer herbouwd. De inboedel was grotendeels veilig opgeborgen en bleef dus bewaard.
Het kasteel van Beauvoorde trof Merghelynck in een ruïneuze toestand aan. Hij kocht het toen hij amper 23 was en restaureerde het. Het werd zijn geliefkoosde verblijfplaats en van 1885 tot 1903 was hij burgemeester van Wulveringem. Hij schonk het kasteel aan de Koninklijke Academie voor Nederlandse Taal- en Letterkunde. Zijn weduwe bleef er wonen tot aan haar dood in 1941.
Merghelynck werd lid van de Heraldische Raad en ontving heel wat buitenlandse eretekens.

## Publicaties
- Recueil de généalogies de Flandre, Brugge, 1877.
- Épitaphes nobles et patriciennes des églises de Saint-André, Saint-Michel, Oostkamp, Beernem et Saint-Georges près de Bruges, Brugge, 1878.
- Généalogie de la noble famille Tax, Brugge, 1882.
- Généalogie de la famille de Maulde (...), Douai, 1882.
- L'hôtel Merghelynck à Ypres, Ieper, 1894.
- Vademecum des connaissances historiques (...), 1896-97 (inventaris van het monumentale Fonds Merghelynck, geschonken aan de Koninklijke Bibliotheek).
- Cabinet des titres de généalogie et d'histoire de la West-Flandre et des régions limitrophes (...), Doornik, 1896.
- Le fief-manoir dit le château de Beauvoorde à Wulveringem, 1408-1900, 2 volumes, Brugge, 1900-1902.
- Monographie de l'Hôtel-Musée Merghelynck, Gent, 1900.
- Souvenir du quatrième centenaire du droit d'acquisition du droit de cité à Ypres par la famille Merghelynck, Ieper, 1900.